# Palaeonictis
Genre
Palaeonictis est un genre fossile de mammifères placentaires, de la famille des Oxyaénidés. On en connaît quatre espèces, qui vivaient à la fin du Paléocène et au début de l'Éocène en Europe et en Amérique du Nord.

## Description

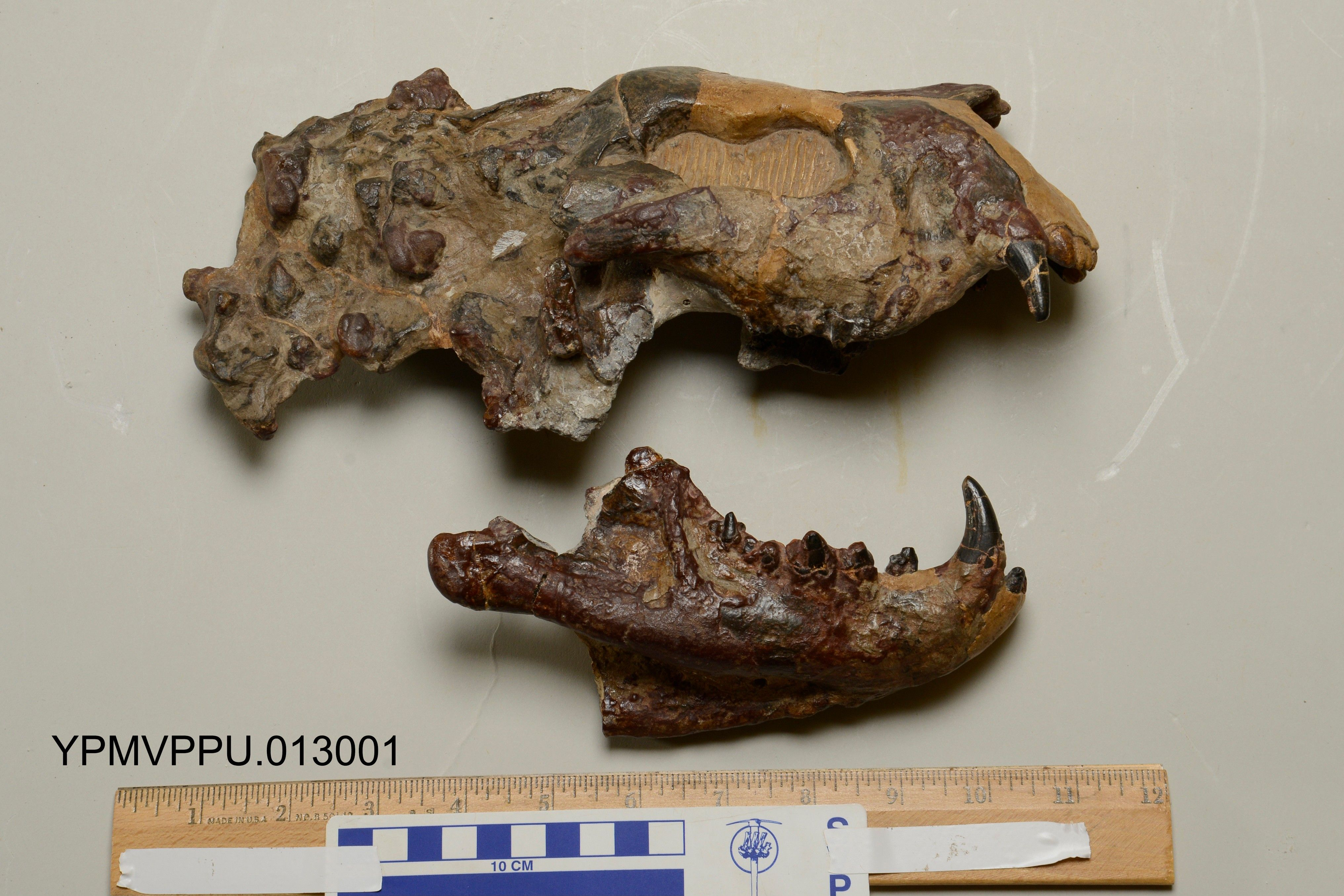
Crâne de Palaeonictis occidentalis dans les collections du Musée Peabody d'histoire naturelle.

Les Palaeonictis étaient des prédateurs au sommet de la chaîne alimentaire de leur époque, ils variaient en taille pour la plus petite espèce faisant la taille d'un carcajou à la plus grande celle d'un ours. Ils possédaient de lourdes mâchoires et des dents robustes et émoussées, plus adaptées au broyage des os qu'à la découpe de la viande. Ce qui suppose que Palaeonictis devaient se nourrir de temps en temps de charogne. La plus grande espèce, Palaeonictis peloria (qui signifie « terrible belette antique »), est connue grâce à une mâchoire incomplète qui devait mesurer plus de 20 centimètres de long. A la fin de l'Éocène inférieur les Palaeonictis vont disparaître d'Europe avant de disparaître d'Amérique du Nord et de s'éteindre,. On pense que cette extinction est due à la concurrence avec l'ordre des Carnivora en particulier des Nimravidae et des Miacis,.

## Répartition
Les fossiles de Palaeonictis ont été découverts en Europe, notamment en Belgique dans la Province du Brabant flamand, en France en Île-de-France,  en Champagne-Ardenne et dans les Hauts-de-France, au Royaume-Uni dans le Grand Londres,,. Et en Amérique du Nord, au Canada dans le territoire du Nunavut sur l'île d'Ellesmere, ainsi qu'aux États-Unis dans les États du Colorado et surtout dans le Wyoming,.

## Liste des espèces
- Palaeonictis gigantea Blainville, 1842
- Palaeonictis occidentalis Osborn, 1892
- Palaeonictis peloria Rose, 1981
- Palaeonictis wingi Chester et al, 2010[8]